# Arvid Blumenthal
Arvid Blumenthal (lettisch: Arvīds Blūmentāls; * 19. März 1925 in Dundaga, Lettland; † 13. Oktober 2006 in Coober Pedy, Australien), auch bekannt als Crocodile Harry, war ein lettisch-australischer Krokodiljäger und Schriftsteller. Er soll eines der Vorbilder für die Hauptfigur der Crocodile Dundee-Filmreihe gewesen sein.
Blumenthal wuchs in Lettland auf. 1942 meldete er sich zunächst freiwillig als Hilfspolizist bei den deutschen Besatzungsbehörden, ab 1943 kämpfte er bei den lettischen Waffen-SS-Verbänden und geriet 1945 in Deutschland in US-amerikanische Kriegsgefangenschaft. Nach dem Krieg diente er in der französischen Fremdenlegion bevor er 1951 nach Australien emigrierte. Ab 1956 arbeitete er als Krokodiljäger in Queensland und dem Northern Territory und tötete nach eigenen Angaben mindestens 10.000 Krokodile. Nachdem in den späten 1960er und frühen 1970er Jahren alle australischen Bundesstaaten Krokodile unter Schutz gestellt und die Jagd auf sie verboten hatten, zog sich Blumental schließlich 1975 in das kleine Opalgräberstädtchen Coober Pedy in South Australia zurück. Dort gab er sich gegenüber Journalisten als „Baron Arvid von Blumental“ aus, und seine exzentrisch eingerichtete Wohnhöhle avancierte zum Touristenschauplatz und Filmset. Blumental starb 2006 in Coober Pedy und wurde dort auf dem Boot-Hill-Friedhof beigesetzt.
Blumental veröffentlichte Ende der 1950er Jahre zwei Bücher über seine Arbeit als Krokodiljäger, die  ausschließlich in lettischer Sprache erschienen. In seiner Geburtsstadt Dundaga wurde 1995 ihm zu Ehren eine Krokodilskulptur aus Beton aufgestellt.

## Publikationen
- Latvietis krokodiļu mednieks Austrālijā. [Lettischer Krokodiljäger in Australien] Sauleskrasts, Brisbane, 1957 (lettisch).
- Ilgas pēc saules. [Sehnsucht nach der Sonne] Sauleskrasts, Brisbane, 1958 (lettisch).